# Фрейвалдс, Русиньш Мартыньш
Русиньш Мартыньш Фрейвалдс (латыш. Rūsiņš Mārtiņš Freivalds; 10 ноября 1942, Цесвайне — 4 января 2016, Рига) — латвийский и советский учёный.

## Научная деятельность
В 1971 г. — защитил кандидатскую диссертацию в Новосибирском государственном университете (научный руководитель — Б. А. Трахтенброт). В 1985 г. — докторскую диссертацию в МГУ (в Латвии хаб. доктор наук).
- с 1992 г. — профессор Латвийского университета,
- с 1992 г. — действительный член академии наук Латвии,
- с 1998 г. — ведущий исследователь института математики и информатики Латвийского университета.

С 1992 по 2010 гг. работал в экспертной комиссии Латвийского Научного совета. Разработал алгоритм Фрейвалдса для верификации матричного произведения.

## Награды
- Большая Медаль латвийской Академии наук (2003 год)
- A/S GRINDEX (2003 год)
- Награда имени Эйжена Ариньша[латыш.] от Академии наук за цикл работ «Эффективные алгоритмы вероятности» (2000 год)